# Власов, Игорь Павлович
Игорь Павлович Власов (19 ноября 1936, Воронеж — 17 сентября 2012, Москва) — советский и российский актёр, театральный режиссёр и педагог.

## Ранние годы
Игорь Власов родился в семье советского партийного работника Павла Васильевича Власова — секретаря горкома партии г. Воронежа, участника XVII съезда ВКП (б), арестованного в сентябре 1937 года по обвинению в участии в антисоветской правотроцкистской организации и расстрелянного в апреле 1938 года (реабилитирован в 1957 году за отсутствием состава преступления). После ареста отца, в связи с особым статусом семьи врага народа, вместе с матерью, Любовью Мефодьевной, Игорь Власов сменил несколько мест жительства, преимущественно проживая в городе Мичуринске. Большую роль в воспитании Игоря сыграли его тети — Надежда Трофимова и Елена Розова. Эвакуацию в годы войны семья провела в Казахстане. Среднюю школу заканчивал в Минске. После школы работал слесарем и участвовал в кружке художественной самодеятельности, шефствовала над которым Стефания Станюта. В том числе и под её влиянием, Игорь во второй половине 50-х гг. переезжает в Астрахань, где несколько лет работает в местном театре драмы в качестве актера. В 1961 году Игорь поступает на актерский факультет ГИТИС. Параллельно с обучением (выпуск 1965 года) Игорь работает до 1971 года в Московском ТЮЗЕ. К этому периоду времени относится его участие в некоторых радиоспектаклях и, в частности, в мультфильме «Дюймовочка», где он озвучил принца Эльфов.

## МХАТ
В 1971—1976 годах Власов учился в режиссёрской мастерской Школы-студии МХАТ (рук. Олег Ефремов). В качестве дипломной работы им был поставлен спектакль по пьесе Т. Кановичуса «Огонь за пазухой» (Астраханский областной театр). Его сокурсниками были А. Штерн, В. Прудкин, Н. Скорик. С художником А. Штерном Власова связывала в дальнейшем дружба. Штерн создал несколько портретов своего друга.
С 1975 по 2000 год Власов работал во МХАТе в качестве режиссёра, совмещая творческую деятельность с преподаванием в Школе-студии МХАТ. При его непосредственном участии были поставлены спектакли «Иванов» (постановка — О. Ефремов. Режиссёр-стажер — И. Власов); «Варвары» (постановка — О. Ефремов, режиссёр — И. Власов); «Тартюф» (постановка — Анатолий Эфрос, режиссёр — И. Власов), «Живой труп» (постановка — А. Эфрос, режиссёр — И. Власов); «Горе от ума» (постановка — О. Ефремов, режиссёр — И. Власов); «Брачная ночь или 37 мая» (постановка — О. Ефремов, режиссёр — И. Власов); «Темная комната» (постановка — О. Ефремов, режиссёр — И. Власов)); «Амадей» (постановка — М. Розовский, режиссёр — И. Власов); «Олень и Шалашовка» (постановка — О. Ефремов, режиссёр — И. Власов), «Кабала святош» (постановка — А. Шапиро, режиссёр — И. Власов); «Наедине со всеми» (постановка — О. Ефремов, режиссёр — И. Власов); «Мишин юбилей» (постановка— О. Ефремов, режиссёр — И. Власов); «Беженцы, или А где-то копилось возмездие» (постановка И. Власова).
В качестве педагога работал в мастерских под руководством А. Грибова, О. Ефремова, А. Мягкова, С. Пилявской и др. Один из учеников Игоря Павловича, Дмитрий Брусникин(мастерская О. Ефремова, выпуск 1982 года) вспоминает: «Два помощника Олега Николаевича, Н. И. Скорик и И. П. Власов, в общем, тащили на себе организационные, да и творческие задачи… Игорь — блестящий знаток литературы, драматургии, образовывал нас. Например, такой культовый спектакль, который возник в результате работ курса „Эмигранты“, пьеса Мрожека. Эту пьесу на курс принес И. П. Власов. Сейчас произнести это, ну, принес и принес, казалось бы просто. Но тогда это был поступок. Тогда это была запрещенная пьеса, запрещенный автор. И всякого рода такие поступки были чреваты… Но Игорь понимал, что это автор мирового значения и нам, студентам необходимо с ним познакомиться… Мне иногда кажется, что беда Игоря была в том, что он был человек невероятно преданный Олегу Николаевичу, но вот если бы Ефремова не было в его жизни, то мне кажется что Игорь больше бы состоялся как режиссёр, да и как педагог, наверное… Я могу сказать, что я благодарен судьбе, что она меня свела с И. П. Власовым, что я познакомился с этим человеком. Он один из первых моих учителей по театру».
В 1980-2000-годах Власовставил спектакли в ряде провинциальных театров: «Седьмой подвиг Геракла» (Театр «Свободное пространство», Орел; «Дети Ванюшина», «Последний срок», «Фиалка Монмартра» (Ульяновский драматический театр им. И. Гончарова); «Дети Ванюшина» (2000, Ростовский академический театр драмы им. М. Горького); «Немного нежности» (2003, Театр русской драмы, Вильнюс). Так же в последние годы Игорь Павлович сотрудничал с московским театром «Четвертая стена», поставив там спектакль «Полюбите меня, полюбите» (2002) и моноспектакль «Монологи вагины» (2004) с Юлией Дегтяренко в главной роли.
В 1998 году награждён медалью ордена «За заслуги перед Отечеством» второй степени.

## ВГИК
С 2000 года (оставаясь ещё в течение нескольких лет на договоре во МХАТ, где он курировал спектакль «Амадей») Власов работал преподавателем актерского мастерства во ВГИК. Он преподавал, в частности, в мастерских под руководством В. Хотиненко, И. Масленникова, А. Сиренко. Его работа заслужила высокую оценку как студентов, так и мастеров. Владимир Хотиненко отмечает: «Это вообще в определенном смысле счастье, везение, что у нас. В нашей мастерской оказался вот такой человек невероятный. Профессиональный, ответственный. Причем, вроде по характеру даже мягкий, но он такой жесткий бывал. Иногда даже приходилось хлопотать за каких-то студентов. И главное, во всем этом был высочайшая профессиональная ответственность… Он давал пример профессионализма в отношении к профессии… Он был очень теплый человек. При всем при том, что с характером… Как бы пафосно это не звучало, но очень во многих сердцах он остался живым, это главное…».
Власов умер в Москве после тяжелой болезни.

## Семья
Был женат на актрисе МХАТ Полине Медведевой, но этот брак быстро распался. В 1984 году женился вторично. Вторая жена Ирина Львовна Власова (Чурилина), преподаватель русской литературы, с конца 1980-х преподавала в Библиотечном техникуме Мосгорисполкома,  последние годы преподавала литературу в Театральном художественно-техническом колледже, вышла на пенсию.

## Награды
- Медаль ордена «За заслуги перед Отечеством» II степени (23 октября 1998 года) — за многолетнюю плодотворную деятельность в области театрального искусства и в связи со 100-летием Московского Художественного академического театра[12]